# Clinocera schumanni
Clinocera schumanni är en tvåvingeart som beskrevs av Joost 1981. Clinocera schumanni ingår i släktet Clinocera och familjen dansflugor. Inga underarter finns listade i Catalogue of Life.